# NGC 5509
NGC 5509 est une galaxie lenticulaire relativement éloignée et située dans la constellation du Bouvier. Sa vitesse par rapport au fond diffus cosmologique est de 8 801 ± 16 km/s, ce qui correspond à une distance de Hubble de 129,8 ± 9,1 Mpc (∼423 millions d'al). NGC 5509 a été découverte par l'astronome français Guillaume Bigourdan en 1887.
À ce jour, une mesure non basée sur le décalage vers le rouge (redshift) donne une distance d'environ 120,000 Mpc (∼391 millions d'al). Cette valeur est tout juste à l'extérieur des valeurs de la distance de Hubble. Notons cependant que c'est avec la valeur moyenne des mesures indépendantes, lorsqu'elles existent, que la base de données NASA/IPAC calcule le diamètre d'une galaxie et qu'en conséquence le diamètre de NGC 5509 pourrait être d'environ 47,0 kpc (∼153 000 al) si on utilisait la distance de Hubble pour le calculer.
Note : la base de données HyperLeda identifie la galaxie PGC 50725 à NGC 5509. Toutes les autres sources consultées associent PGC 50751 à NGC 5509.